# Syntormon affine
Syntormon affine är en tvåvingeart som först beskrevs av Wheeler 1899.  Syntormon affine ingår i släktet Syntormon och familjen styltflugor. Inga underarter finns listade i Catalogue of Life.